# 朱範圯
韓懷王朱範圯（1419年—1444年），明朝第三代韓王，恭王朱沖𤊨的庶长子，母妃鄧氏，王妃郭氏，兵馬指揮郭斌之女。
他在正統二年（1437年）受封開城王，正統八年（1443年）晉封韓王，他在位二年，在正統九年（1444年）去世，享年二十五歲，無子，兩年後（正統十一年，1446年）其弟西鄉王朱範𡊁嗣位。
| 無 原因：明政府封之 | 明開城國國王 1437年－1443年 | 無 原因：襲封韓藩國，封國廢除 |
| 前任： 父恭王朱沖𤊨 | 明韓國國王 1443年－1444年   | 繼任： 弟靖王朱範𡊁           |